# Erigone wiltoni
Erigone wiltoni là một loài nhện trong họ Linyphiidae.
Loài này thuộc chi Erigone. Erigone wiltoni được George Hazelwood Locket miêu tả năm 1973.